# Meteorito do Bendegó

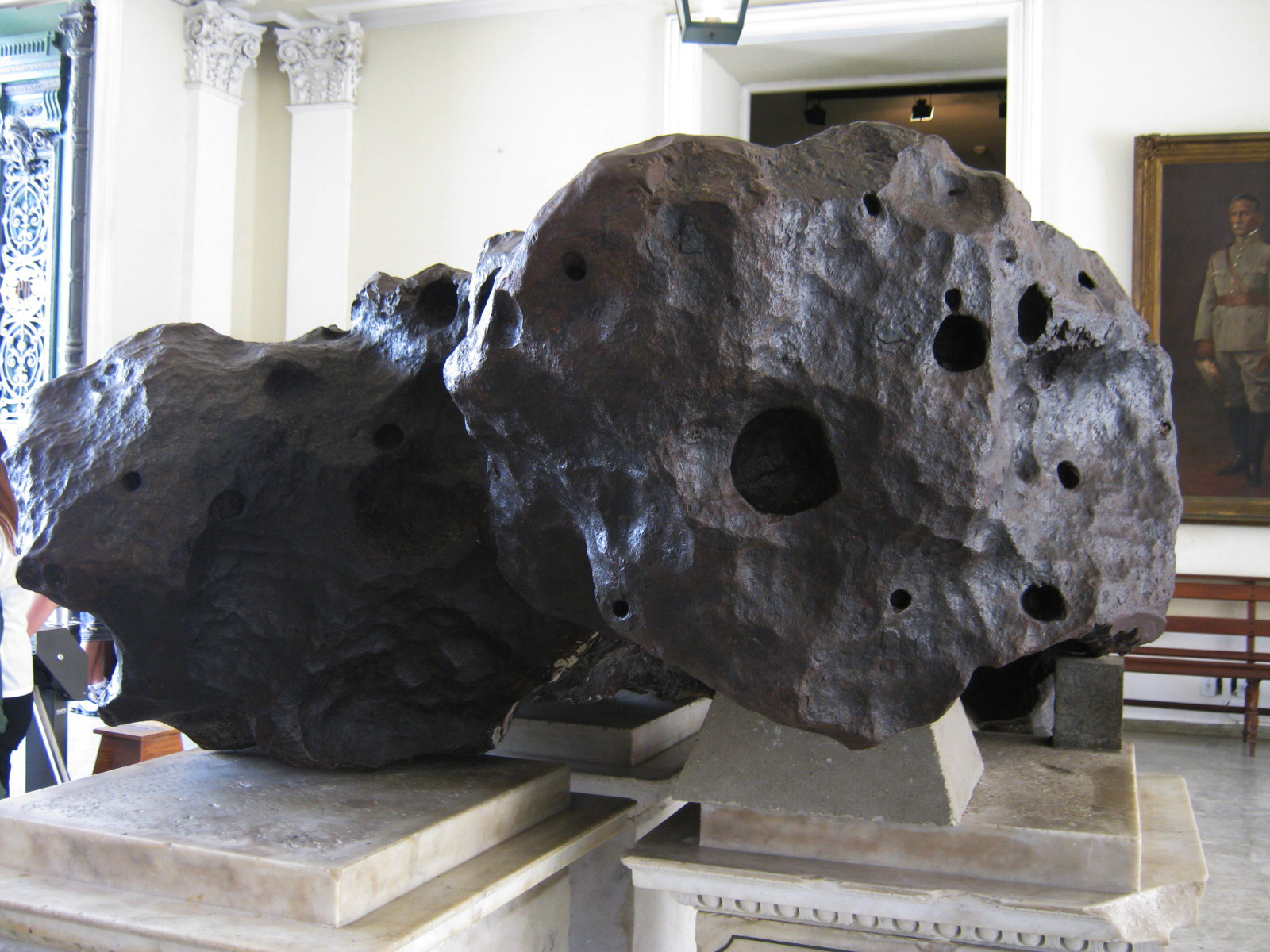
Meteorito do Bendegó - Museu Nacional, UFRJ - Quinta da Boa Vista

O meteorito do Bendegó, também conhecido como Pedra do Bendegó ou simplesmente Bendegó, é um meteorito que foi encontrado em 1784 no sertão do estado da Bahia, região da atual cidade de Monte Santo.
Com 5 360 quilos, é o maior siderito já achado em solo brasileiro. Pouco mais de cem anos desde a sua descoberta, foi transportado em 1888 para a cidade do Rio de Janeiro, passando a integrar o acervo do Museu Nacional da Quinta da Boa Vista. Em 2018, o meteorito resistiu ao grande incêndio que destruiu o Museu Nacional.

## Descoberta e primeira tentativa de transporte
O meteorito do Bendegó foi encontrado em 1784 pelo menino Domingos da Motta Botelho, que pastoreava o gado em uma fazenda próxima à atual cidade de Monte Santo, no sertão da Bahia. É provável que essa descoberta tenha sido no mês de junho daquele ano, conforme ofício enviado pelo governador da Bahia, D. Rodrigo José de Menezes, ao Secretário de Estado Martinho de Mello e Castro, determinando a remoção do meteorito. O ofício, enviado em setembro, referia-se a que três meses antes, havia sido comunicado por Bernardino da Mota Botelho, pai do menino Domingos, da descoberta de um corpo "que parecia ferro" em um roçado de sua propriedade. Essa primeira remoção foi frustrada, pois durante uma operação de descida até o riacho Bendegó, o carro de bois ficou sem os freios e caiu no leito do riacho, junto com o meteorito, a 180 metros do ponto de partida. Depois disso, a operação foi abandonada e só seria retomada 104 anos depois, a pedido do imperador D. Pedro II, que havia tomado conhecimento do meteorito através da Academia de Ciências de Paris, durante uma visita à França. Assim que retornou ao Brasil, tomou as medidas para que fosse feito o transporte de peça para o Rio de Janeiro.
É o maior meteorito já encontrado em solo brasileiro. No momento do seu achado, tratava-se do segundo maior meteorito do mundo. Atualmente ocupa o 16.º lugar, em tamanho. A julgar pela camada de 435 centímetros de oxidação sobre a qual ele repousava, e a parte perdida de sua porção inferior, calcula-se que estava no local há milhares de anos.
A respeito do ano da descoberta há uma certa discrepância, sendo que a maioria das fontes, incluindo historiadores baianos como José Aras e José Calasans, citam o ano de 1784. Porém em alguns consideram o ano de 1774.[carece de fontes?]

## Primeiras pesquisas
Em 1810 a pedra foi visitada pelo cientista A. F. Mornay, que constatou realmente tratar-se de um meteorito. Com muita dificuldade conseguiu retirar alguns fragmentos, que foram enviados à Real Sociedade de Londres, junto com uma descrição de observações pessoais, para serem investigadas pelo cientista William Wollaston, que em 1816 publica um artigo sobre a pedra no periódico científico Philosophical Transactions.
Em 1820, os naturalistas alemães Spix e Martius foram conhecer o meteorito, encontrado ainda sobre os restos da carreta com a qual tinha despencado ladeira abaixo em 1785. Depois de atearem fogo à pedra por mais de 24 horas, conseguiram retirar alguns fragmentos que foram levados à Europa, o maior deles sendo doado ao Museu de Munique.

## Segunda tentativa de transporte: Comissão Bendegó

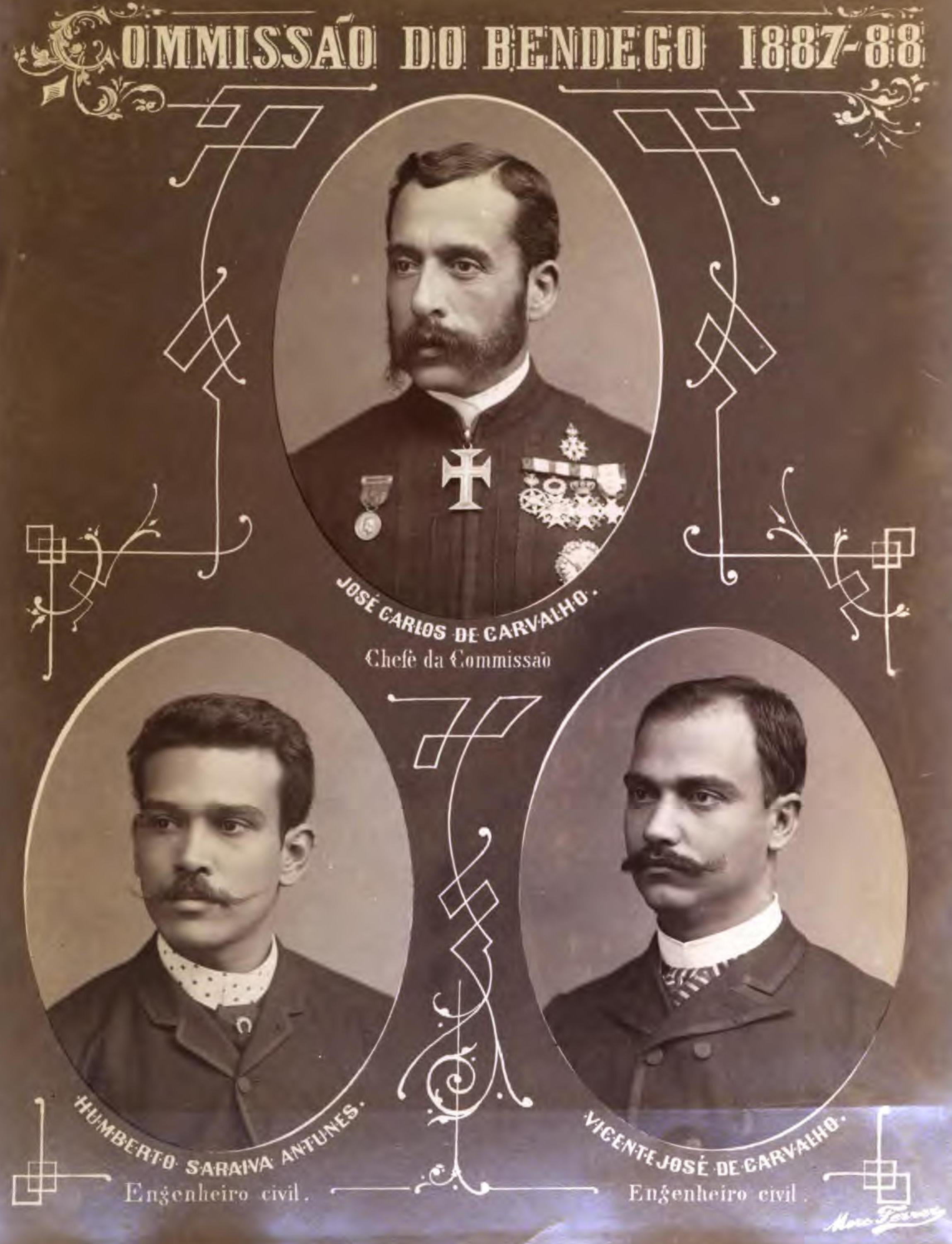
A comissão do Bendegó: José Carlos de Carvalho (no alto), chefe da comissão, e os engenheiros civis Humberto Saraiva Antunes e Vicente José de Carvalho.

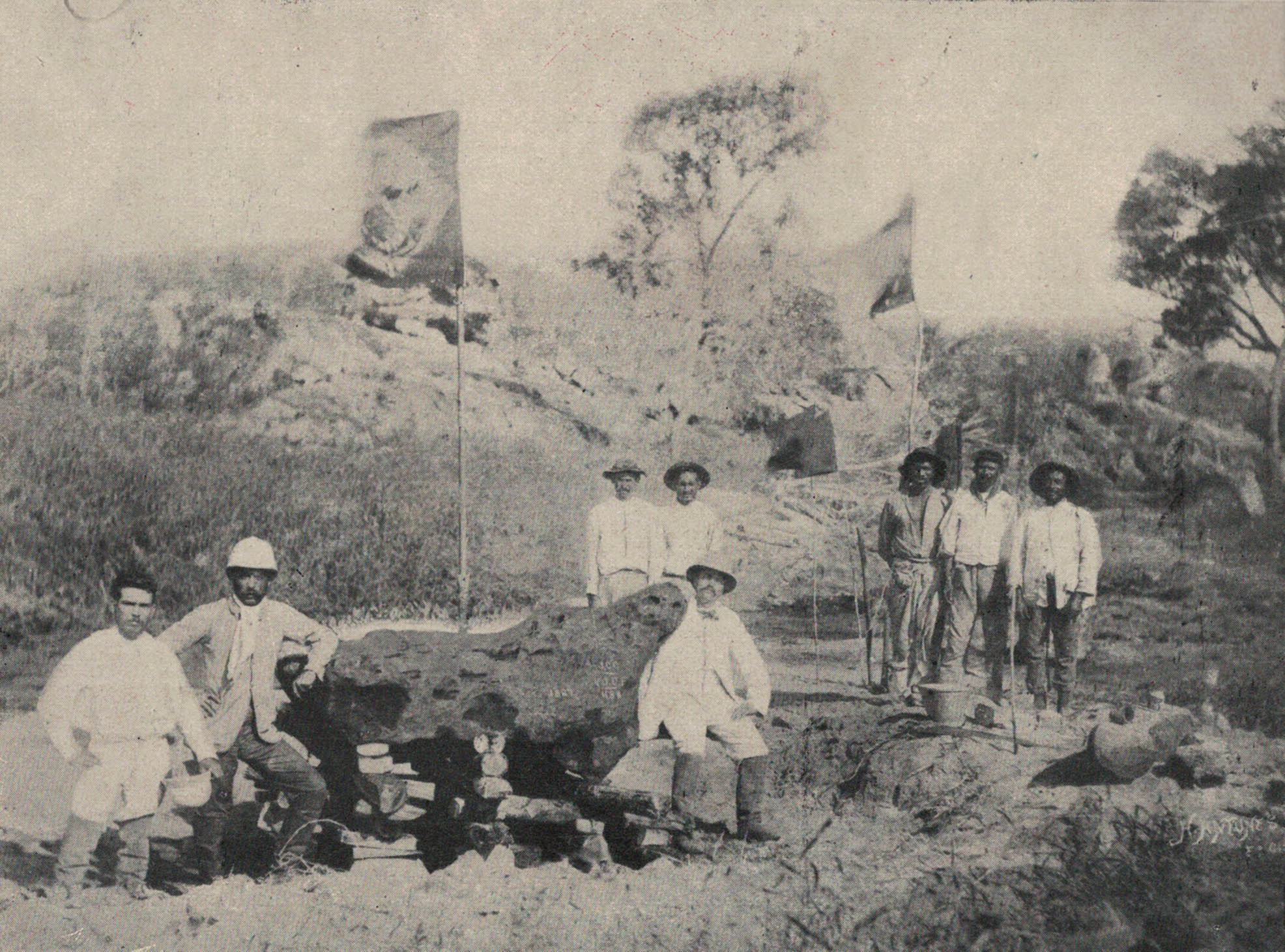
Meteorito de Bendegó em fotografia de H. Antunes, tirada em 1887 mostrando o meteorito ainda na margem do riacho Bendegó, com o vice-almirante José Carlos de Carvalho e dos engenheiros Humberto Saraiva Antunes e Vicente José de Carvalho. Ao fundo, tremula a Bandeira do Império do Brasil.

Em 1886 o imperador Pedro II tomou conhecimento da existência do meteorito ao visitar a Academia de Ciências de Paris, e decidiu providenciar sua remoção da caatinga. Criou-se uma comissão de engenheiros sob liderança do oficial aposentado José Carlos de Carvalho. Em 1887, por ocasião do prolongamento da Estrada de Ferro de São Francisco, que passava a 108 quilômetros de onde estava o meteorito, esta comissão iniciou a segunda tentativa. 

A Revista da Sociedade Brasileira de Geographia transcreve telegrama que avisa que a Comissão chegou à localidade onde estava o meteorito em 6 de setembro de 1887, iniciando os trabalhos no dia seguinte (dia da Independência do Brasil):
Chegamos a Bendegó no dia 06: inauguramos os trabalhos no dia 7. Assistiram as autoridades de Monte Santo. Assentámos a primeira pedra para marco do lugar onde cahio o meteorolitho, e denominamos este marco Pedro II, lavrando o competente termo. Tirámos photografias. No dia 9 começamos a suspender o meteorolitho e a explorar os caminhos".
Esta data também é confirmada no relatório "Meteorito de Bendegó", produzido por José Carlos de Carvalho em 1888.
O transporte da pedra da caatinga para a capital acabou se tornando uma das mais complexas empreitadas da história do transporte durante o Império. Por iniciativa do Visconde de Paranaguá, se providenciou o seu traslado num carretão puxado por juntas de bois, deslizando sobre trilhos.
Passou por Gameleira e Cansanção, chegando no dia 14 de maio de 1888 à estação ferroviária do Jacurici, município de Itiúba, depois de uma marcha de 277 dias pela caatinga. Ali foi embarcada para Salvador, chegando em 22 de maio de 1888. Lá ficou em exposição durante cinco dias, e em 1.º de junho embarcou no vapor Arlindo, seguindo para Recife, de onde foi enviado para o Rio de Janeiro, sendo recebido no dia 15 de junho de 1888 pela princesa Isabel, e entregue ao Arsenal de Marinha da Corte. Encontra-se no Museu Nacional na Quinta da Boa Vista, tendo resistido ao incêndio ocorrido no museu em 2 de setembro de 2018.
No ponto de sua queda se construiu um monumento de pedra em forma de agulha piramidal, conhecido como Obelisco de Dom Pedro II. O marco continha inscrições homenageando a princesa Isabel, o imperador Pedro II, o ministro da agricultura Rodrigo Silva, o Visconde de Paranaguá e os membros da Comissão de Transporte do Bendegó. Poucos anos depois este marco foi destruído por moradores da região, por crerem que a seca era um castigo do céu pela remoção da pedra. Depois de escavar o local encontraram uma caixa de ferro contendo o termo de inauguração do trabalho de remoção, e um Boletim da Sociedade Brasileira de Geografia, que publicava um memorial sobre o meteorito.
Na chegada à Estação Ferroviária de Jacurici, um povoado do município de Itiúba, a Marinha do Brasil construiu um formoso obelisco, que ainda se encontra de pé e é conhecido como Obelisco Bendegó, para servir como marco memorial aos serviços de engenharia da logística que foi providenciada para o transporte do meteorito.

## Medidas, composição e réplicas
O meteorito mede aproximadamente 2,20 metros por 1,45 metros e 58 centímetros e tem um peso de 5 360 quilos. Tem formato achatado, parecendo uma sela. Um extremo do meteorito foi cortado para análise, determinando-se a sua composição de ferro e 6,5% de níquel com outros elementos em pequena quantidade. Os resultados da análise foram publicados em «Estudo sobre o Meteorito do Bendegó, Rio de Janeiro 1896».
Foram construídas quatro réplicas da pedra, em tamanho real. A primeira foi confeccionada em madeira para figurar na Exposição Universal de Paris em 1889, e está no Palais de la Découverte em Paris. A segunda, em gesso, foi feita na década de 1970 e está no Museu do Sertão em Monte Santo, próximo ao lugar onde o meteorito foi originalmente encontrado. Outras se encontram no Museu Geológico da Bahia, em Salvador, e no Museu Antares de Ciência e Tecnologia, em Feira de Santana.

## Importância para a região
Muitos habitantes da região ressentem o fato de a Pedra ter sido levado para o Rio de Janeiro. Lê-se no cordel A Saga da Pedra do Bendegó:
"A pedra constituída

De Ferro, Níquel e encanto.

Até o dia de hoje

Provoca tristeza e encanto

Queremos nossa pedra de volta

De volta pro nosso canto."
— A Saga da Pedra do Bendegó